# 테트릴
테트릴(tetryl, C7H5N5O8) 또는 2,4,6-Trinitrophenylmethylnitramine은 신관과 폭발 부스터 충전에 사용되는 폭발물 화합물이다.
테트릴은 나이트로아민 부스터 폭발물이지만 대부분 RDX에 대체되고 있다. 테트릴은 부스터로 사용되는 민감한 2차적 고폭발물이다.
테트릴은 노란 결정의 고체 파우더 물질이며 현실적으로 물에 녹지 않으나 아세톤, 벤젠 등의 용액에 녹는다. 테트릴을 가열하면 먼저 녹은 다음 분해되고 폭발한다. 쉽게 폭발하며 고성능 D 폭약(ammonium picrate)이나 TNT보다 더 쉽게 폭발한다.